# Казанское (платформа)
Каза́нское — остановочный пункт Горьковского направления Московской железной дороги в городском округе Павловский Посад Московской области.
Название дано в 1991 году по селу Казанское, расположенному в 2 км к юго-западу от платформы. В 1 км к югу от платформы находится деревня Сонино. В 1.5 км к западу от платформы — деревня Криулино.
Состоит из двух платформ, соединённых только настилом через пути. Не оборудована турникетами. На платформе нет действующей кассы.
В июле 2023 года началась капитальная реконструкция.
Время движения от Курского вокзала — около 1 часа 10 минут.
До 1991 года платформа называлась «61 км» по расстоянию до Курского вокзала.

## Галерея

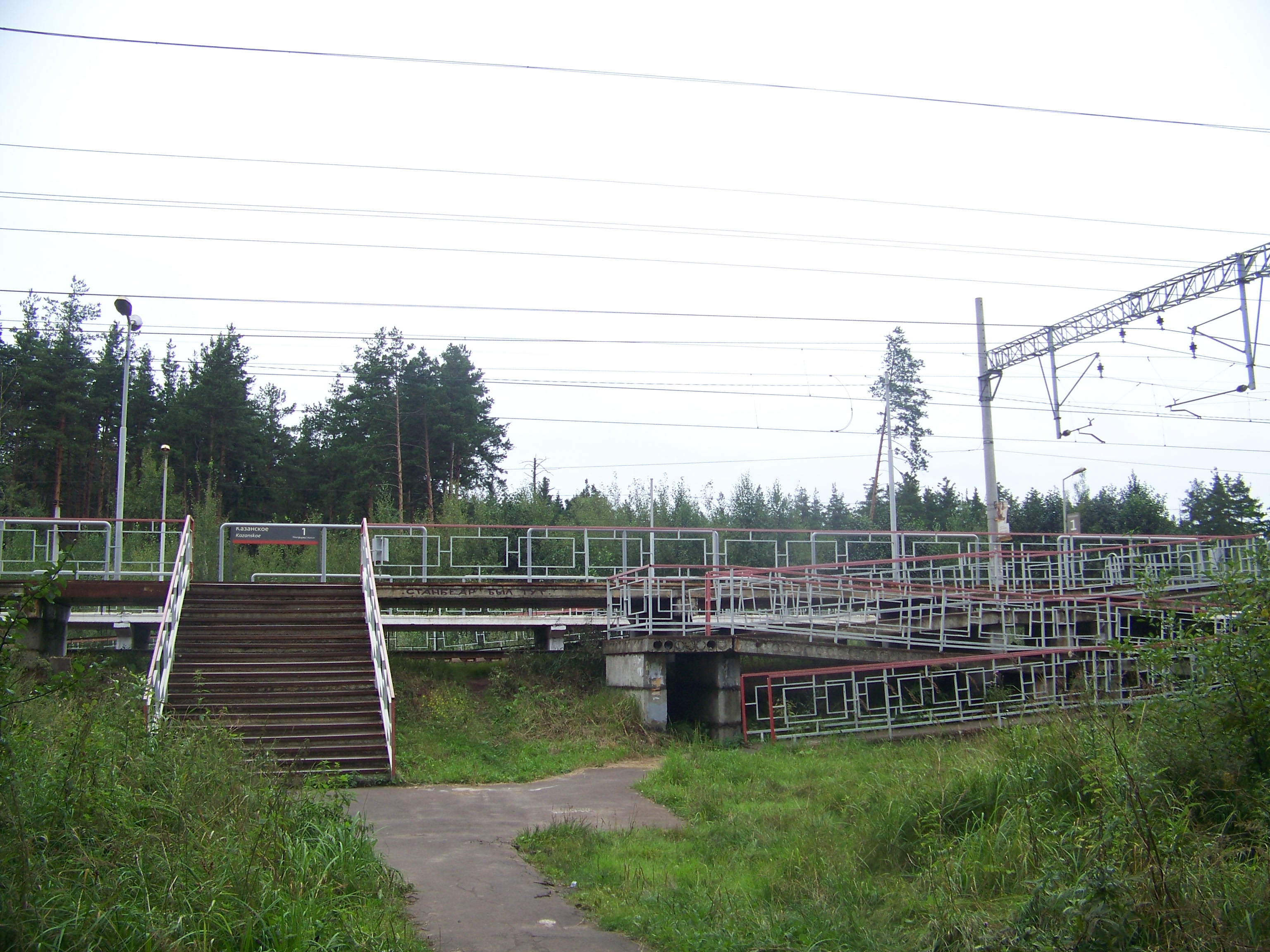
Вход на южную платформу со стороны д. Сонино
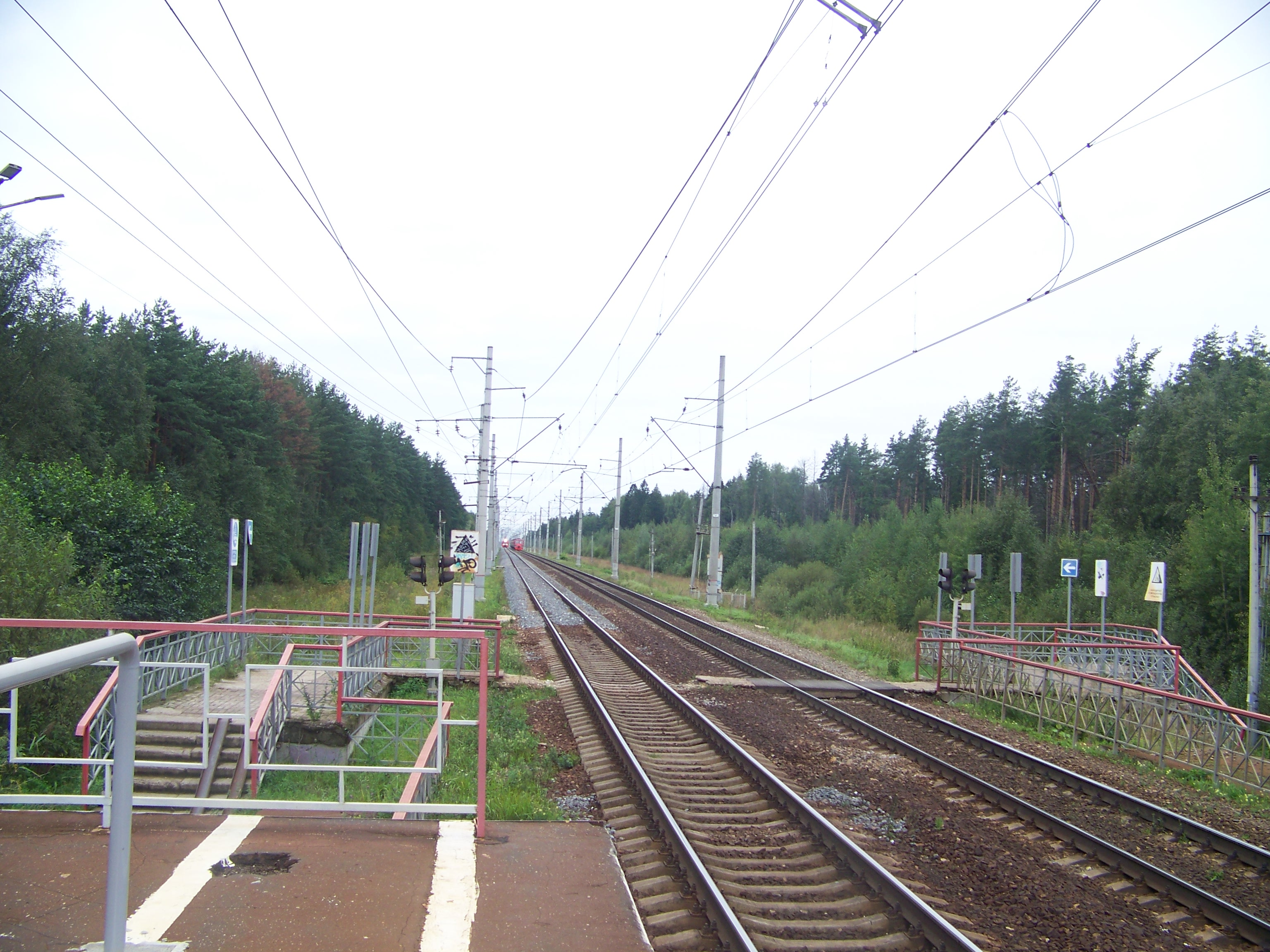
Вид в сторону Москвы